# ميتابولوم الورم

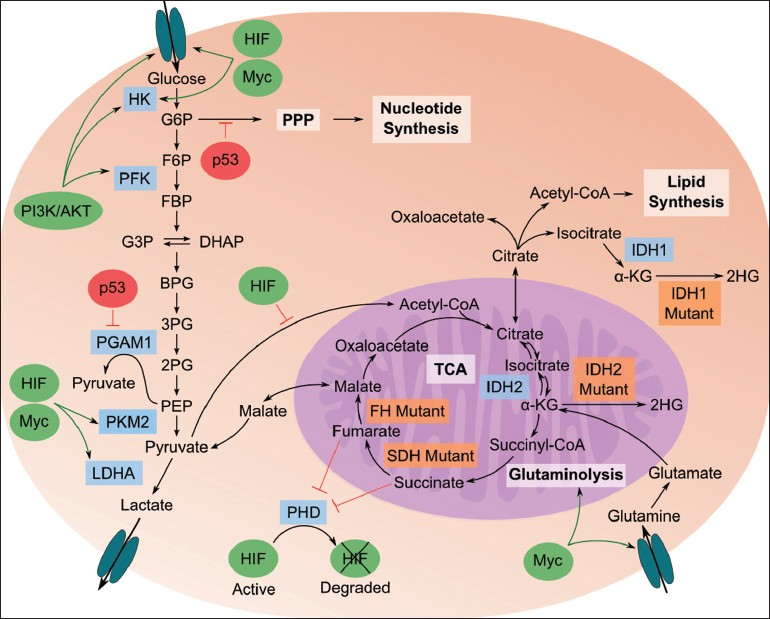
العلاقة بين الميتابولوم والبروتيوم والجينوم في الخلايا السرطانية. يتحلل الجلوكوز ليعطي بيروفات، وهذا بدوره سيتخمر ليعطي لاكتات. يُنظم تحول البيروفات بواسطة دورة الحموض ثلاثية الكربوكسيل في الخلايا السرطانية. تولد المسارات المتفرعة من تحلل الجلوكوز -كمسار فوسفات البنتوز مثلًا- لبنات بناء كيميائية حيوية للحفاظ على معدل التكاثر العالي للخلايا السرطانية. يتحدد ذلك عبر سلوكيات وراثية وإنزيمية محددة. تمثل الصناديق الزرقاء إنزيمات مهمة في تحول النمط الظاهري الأيضي للسرطان، بينما تمثل الصناديق البرتقالية الإنزيمات التي تتحور في الخلايا السرطانية. يعبر الشكل البيضوي الأخضر عن الجينات السرطانية التي تخضع لعملية التنظيم بالزيادة في السرطان، بينما يعبر الشكل البيضوي الأحمر عن الكابحات الورمية التي تخضع لعملية التنظيم بالإنقاص في السرطان.

ميتابولوم الورم أو دراسة عمليات الأيض الورمية، هي مصطلح يصف التغيرات الأيضية المميزة في الخلايا السرطانية. تتضمن تلك التغيرات ما يلي: زيادة نشاط الإنزيم الحال للجلوكوز وارتفاع التعبير عن إنزيم بيروفات كيناز من النوع م2 وتوجيه كربونات الجلوكوز للعمليات التركيبية (كتشكيل الأحماض النووية والأمينية وتخليق الدهون الفوسفورية) وارتفاع معدل التخليق الجديد للبيريميدين والبيورين وانخفاض نسبة الأدينوسين ثلاثي الفوسفات والغوانوزين ثلاثي الفوسفات إلى السيتيدين ثلاثي الفوسفات واليوريدين ثلاثي الفوسفات وانخفاض مستويات الأدينوسين أحادي الفوسفات وتعزيز انحلال الغلوتامين وزيادة إطلاق المواد المثبطة للمناعة والاعتماد على الميثيونين.
أشارت أبحاث أوتو هاينريش فاربورغ حول السرطان إلى علاقة السرطان بالأيض، وقد أطلق على ذلك اسم فرضية فاربورغ. لم يجري الباحثون دراسات ضخمة حتى أواخر تسعينيات القرن الماضي؛ وذلك بسبب نقص نماذج الأورام المختبرية وصعوبة خلق بيئات تفتقر إلى الأكسجين. كشفت الأبحاث الحديثة أن إعادة البرمجة الأيضية تحدث نتيجة طفرات في جينات السرطان وتغيرات في عمليات التأشير الخلوية. لذلك، اقترح الباحثون تصنيف التغيرات الأيضية باعتبارها أحد السمات المميزة للسرطان.

## تأثير فاربورغ وتحلل الجلوكوز
تتميز الخلايا السرطانية عن الخلايا الطبيعية بارتفاع معدل تحلل الجلوكوز الهوائي المعروف أيضًا باسم تأثير فاربورغ. يستمر تحول الجلوكوز إلى لاكتات في الخلايا الورمية بوجود الأكسجين، بدلًا من استقلابه في المتقدرات عبر الفسفرة المؤكسدة (وهذا قد يحدث أيضًا في الخلايا الطبيعية ناقصة التأكسج). تمنع العملية السابقة عادةً تحلل الجلوكوز؛ وهذا يُعرف بتأثير باستير. يعتبر اضطراب عمل المتقدرات أحد الأسباب المساهمة في استمرار تحلل الجلوكوز. يُنتج تحلل الجلوكوز الأدينوسين ثلاثي الفوسفات بشكل أسرع مقارنةً بالفسفرة المؤكسدة، ولكنه يعتبر أقل كفاءة منها؛ وذلك إن قمنا بمقارنة معدل إنتاج جزيئات الأدينوسين ثلاثي الفوسفات لكل وحدة مستهلكة من الجلوكوز. تميل الخلايا السرطانية إلى استخدام الجلوكوز في العمليات البنائية -كصنع الريبوز وغلكزة البروتين وتخليق السيرين، بدلًا من أكسدته لإنتاج الأدينوسين ثلاثي الفوسفات. ولهذا، تعمد الخلايا السرطانية إلى امتصاص الجلوكوز بمعدل مرتفع جدًا لتلبية احتياجاتها المتزايدة.
تزداد متطلبات الخلايا الورمية بعد أن تنمو لتصبح كتلة ثلاثية الأبعاد. يحفز انخفاض مستويات الأكسجين والمواد المغذية تشكل أوعية دموية جديدة تهدف إلى تلبية المتطلبات المتزايدة. مع ذلك، تكون الأوعية الدموية حديثة التشكل ضمن السرير الورمي سيئة وغير فعالة، وهذا سيؤدي إلى إجهاد ناجم عن نقص التأكسج والغذاء (أو حالة من نقص التأكسج). في هذا الصدد، ستعيد الخلايا السرطانية والسدوية تدوير العناصر الغذائية بشكل تكافلي للاستفادة منها قدر الإمكان. يعد تكيف الخلايا السرطانية مع نقص الأكسجين أمرًا ضروريًا لبقاء الورم وتطوره. لوحظ ارتباط التغيرات الأيضية الشاملة –كما في السمنة- بارتفاع خطر الإصابة بمجموعة متنوعة من السرطانات، وذلك بالإضافة إلى التغيرات الخلوية الذاتية التي تدفع الخلايا السرطانية إلى التكاثر.

### دور مسار التأشير في استقلاب السرطان
في مسار PI3K/AKT/mTOR، يعتبر AKT1 (المعروف أيضًا باسم بروتين كيناز بي أو PKB) عاملًا مهمًا في التعبير عن النمط الظاهري الورمي الحال للجلوكوز ومحفزًا لتوليد الأدينوسين ثلاثي الفوسفات. يحفز AKT1 تحلل الجلوكوز عبر زيادة التعبير عن ناقلات الجلوكوز ورفع معدل الانتقال الغشائي الموضع الخاص بها، إضافةً إلى فسفرة إنزيمات تحلل الجلوكوز الرئيسية كالهكسوكيناز والفوسفوفركتوكيناز 2. يؤدي ذلك إلى تثبيط عوامل النسخ البروتينية FOXO، وهذا بدوره سيزيد من مقدار تحلل الجلوكوز. يحفز إنزيم هدف الثدييات من الراباميسين المنشط التخليق الحيوي للبروتينات والدهون والنمو الخلوي عند توفر التغذية والطاقة الكافيتين، ويحدث ذلك عادةً خلال مرحلة تكوين الورم. يحرض هدف الثدييات من الراباميسين ترجمة الحمض النووي الريبوزي الرسول والتخليق الحيوي للريبوسوم بشكل مباشر، بينما يسبب بشكل غير مباشر تغيرات أيضية أخرى عن طريق تنشيط بعض عوامل النسخ –ومنها العامل الأول المحرض بنقص الأكسجة مثلًا. تعتبر التغيرات الأيضية اللاحقة المعتمدة على العامل الأول المحرض بنقص الأكسجة محدد رئيسي للنمط الظاهري الحال للجلوكوز الخاص بالمسار PI3K/AKT/mTOR.

### دور الكابتات الورمية والجينات المسرطنة
يلعب جين بي 53 دور مهم في تنظيم عملية الأيض، وذلك بصرف النظر عن كونه جين عام كابت للورم. ينشط بي 53 إنزيم الهكسوكيناز 2 الذي يحول الجلوكوز إلى جلوكوز- 6- فوسفات، وهذا بدوره سيخضع لعملية تحلل وينتج أدينوسين ثلاثي الفوسفات، أو سيدخل مسار فوسفات البنتوز. وبالتالي، يدعم ذلك التخليق الحيوي الجزيئي عن طريق تقليل إنتاج فوسفات ثنائي نيوكليوتيد الأدينين وأميد النيكوتين و/ أو الريبوز المستخدم في تخليق النوكليوتيدات. يثبط جين بي 53 مسار انحلال الجلوكوز عن طريق تعزيز التعبير عن تحلل الجلوكوز المحرض بتي بي 53 وتنظيم موت الخلايا المبرمج. يدعم النمط الشائع لجين بي 53 التعبير عن الجين PTEN الذي يثبط مسار PI3K؛ وبالتالي يكبح تحلل الجلوكوز. يتعاون POU2F1 أيضًا مع بي 53 في تنظيم التوازن بين المسارات الأيضية المؤكسدة والحالة للجلوكوز؛ فهو يقاوم الإجهاد التأكسدي الذي ينظم الجينات المسؤولة عن زيادة استقلاب الجلوكوز وتقليل تنفس المتقدرات. يتضاعف هذا التأثير عند فقدان بي 53. تعزز طفرات جين الراس تحلل الجلوكوز أيضًا، ويحدث هذا جزئيًا عبر زيادة نشاط جين Myc والعوامل المحرضة بنقص الأكسجة.ينشط العامل الثاني المحرض بنقص الأكسجة جين Myc الذي يساهم بتعدد الخلايا السرطانية، بينما يثبط العامل الأول ذاك الجين.

### دورة الحموض ثلاثية الكربوكسيل في استقلاب السرطان
يملك مرضى سرطان الكلى طفرات في إنزيم فوميراز، بينما يملك مرضى ورم القواتم ومرضى ورم جنيب العقدة العصبية طفرات في إنزيم نازعة هيدروجين السكسينات. تسبب هذه الطفرات اضطراب في دورة الحموض ثلاثية الكربوكسيل وتراكم الفومارات أو السكسينات. يسبب تراكم المركبين السابقين تثبيط ثنائيات الأكسجيناز أو إنزيمات حلمهة البروليل التي تساهم في تحلل بروتينات العوامل المحرضة بنقص الأكسجة. يرتفع العامل الأول المحرض بنقص الأكسجة في ظل الظروف الهوائية الناجمة عن PI3K المنشط الذي يحفز تخليقه. يؤدي فقدان مثبط الورم VHL في سرطان الكلى أيضًا إلى تثبيت العامل الأول المحرض بنقص الأكسجة، وهذا يسمح له بتنشيط الجينات الحالة للجلوكوز التي ينشطها العامل الأول عادةً في حالات نقص الأكسجين. يقوم العامل الأول بعد ذلك بتنشيط إنزيم كيناز نازعة هيدروجين البيروفات، وهذا سيعطل معقد نازعة هيدروجين البيروفات المتقدري. يقلل العامل الأول من مشاركة البيروفات المشتقة من الجلوكوز في دورة حمض الستريك أو دورة الحموض ثلاثية الكربوكسيل، وهذا بدوره سيقلل من معدل الفسفرة المؤكسدة واستهلاك الأكسجين. يعزز ما سبق النمط الظاهري الحال للجلوكوز ويحافظ على الأكسجين في حالات نقص التأكسج.